# Arcidiocesi di Nacolia
L'arcidiocesi di Nacolia (in latino Archidioecesis Nacolensis) è una sede soppressa del patriarcato di Costantinopoli e una sede titolare della Chiesa cattolica.

## Storia
Nacolia, identificabile con Seyitgazi, nel distretto omonimo della provincia di Eskişehir in Turchia, è un'antica sede arcivescovile autocefala della provincia romana della Frigia Salutare nella diocesi civile di Asia e nel patriarcato di Costantinopoli.
Originariamente suffraganea dell'arcidiocesi di Sinnada, nel corso del IX secolo la sede è elevata al rango di arcidiocesi: nel concilio ecumenico di Costantinopoli dell'869 Fozio è menzionato come archiepiscopus Nacoliae. L'arcidiocesi è documentata in tutte le Notitiae Episcopatuum del patriarcato di Costantinopoli fino al XIV secolo; dalla fine dell'XI secolo è indicata come sede metropolitana senza suffraganee.
Diversi sono i vescovi documentati di Nacolia. Basilio fu tra i padri del concilio di Calcedonia nel 451; inoltre firmò gli atti del sinodo di Costantinopoli convocato nel 459 dal patriarca Gennadio contro i simoniaci. Alessandro partecipò al terzo concilio di Costantinopoli nel 680/81 e sottoscrisse gli atti del concilio in Trullo nel 691/92. Costantino fu il vescovo più conosciuto di Nacolia, uno dei principali fautori e sostenitori dell'iconoclastia, condannato come eretico al secondo concilio di Nicea nel 787. A questo stesso concilio prese parte il vescovo Niceta. Fozio e Achila presero parte ai due concili di Costantinopoli dell'869-870 e dell'879-880 che riguardavano la questione del patriarca Fozio di Costantinopoli.
Dal XIX secolo Nacolia è annoverata tra le sedi arcivescovili titolari della Chiesa cattolica; la sede è vacante dal 2 maggio 1973.

## Cronotassi

### Vescovi greci
- Basilio † (prima del 451 - dopo il 459)
- Alessandro † (prima del 680 - dopo il 692)
- Costantino † (prima metà dell'VIII secolo)
- Niceta † (menzionato nel 787)
- Fozio † (menzionato nell'869)
- Achila † (863 - dopo l'879)

### Arcivescovi titolari
- Giuseppe Antonio Virdia, O.F.M.Conv. † (4 marzo 1903 - 13 ottobre 1903 deceduto)
- Pasquale Trosksi † (29 aprile 1908 - 28 luglio 1917 deceduto)
- Kazimierz Ruszkiewicz † (2 novembre 1917 - 29 marzo 1925 deceduto)
- Pasquale Berardi † (9 maggio 1925 - 23 luglio 1946 deceduto)
- Joseph Rabbani † (24 febbraio 1951 - 2 maggio 1973 deceduto)